# Barete
Barete est une commune italienne de moins de 1 000 habitants, située dans la province de L'Aquila, dans la région Abruzzes, en Italie méridionale.

## Administration
| Période                                  | Période  | Identité        | Étiquette | Qualité |
| ---------------------------------------- | -------- | --------------- | --------- | ------- |
| 30 mai 2006                              | En cours | Enzo Di Giorgio |           |         |
| Les données manquantes sont à compléter. |          |                 |           |         |

### Hameaux
Tarignano, San Sabino, Basanello, Colli, Teora, Sant'Eusanio

### Communes limitrophes
Cagnano Amiterno, L'Aquila, Montereale, Pizzoli